# Station Corrour
Station Corrour (Engels: Corrour railway station) is het spoorwegstation in Rannoch Moor, bij het Schotse meer Loch Ossian. Het station ligt aan de Caledonian Sleeper en de West Highland Line. Het station ligt zeer afgelegen. Er zijn geen dorpen in de buurt. Het is het hoogst gelegen station (410 m) van heel het Verenigd Koninkrijk.

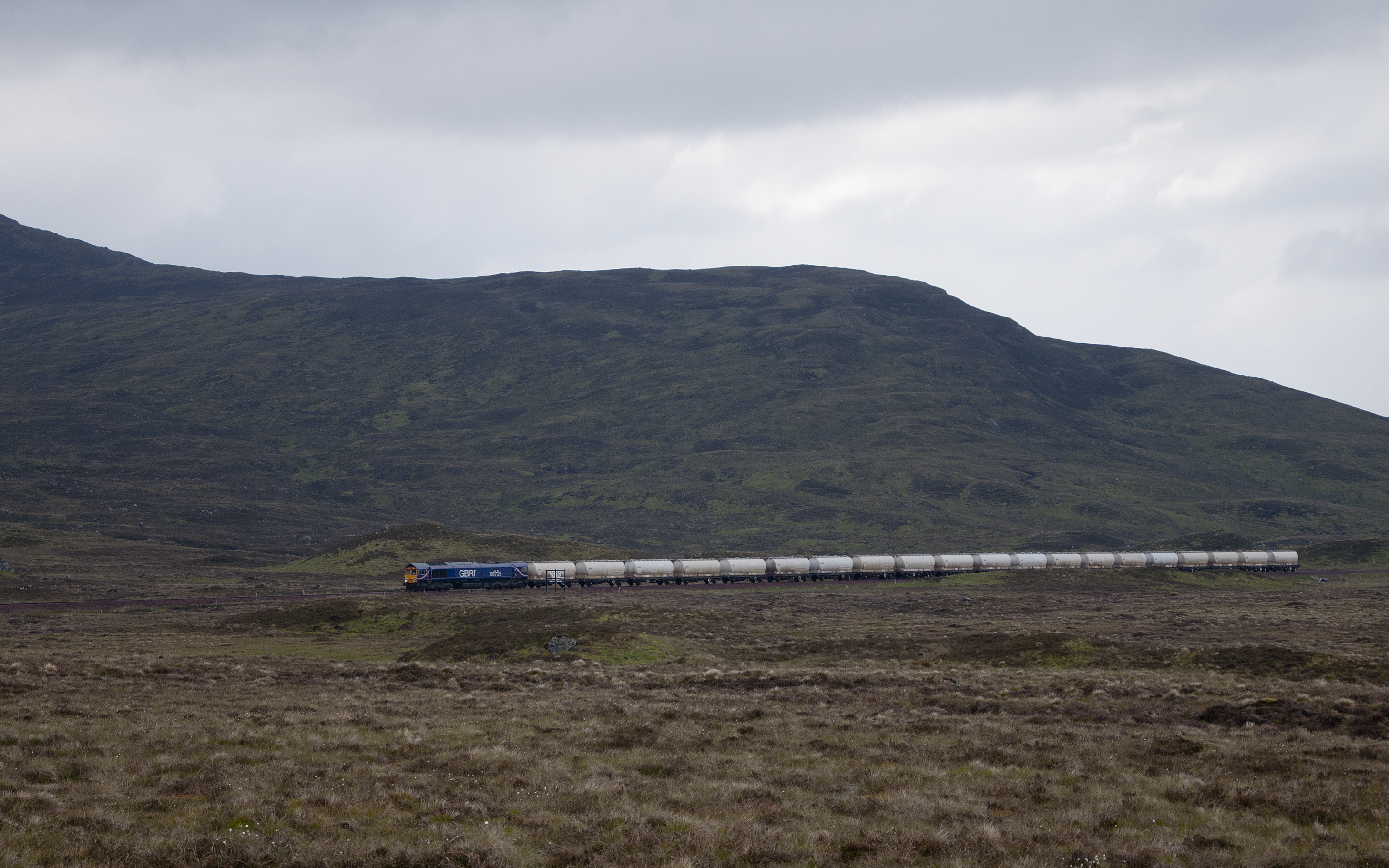
Een goederentrein van de GB Railfreight ten noorden van Station Corrour
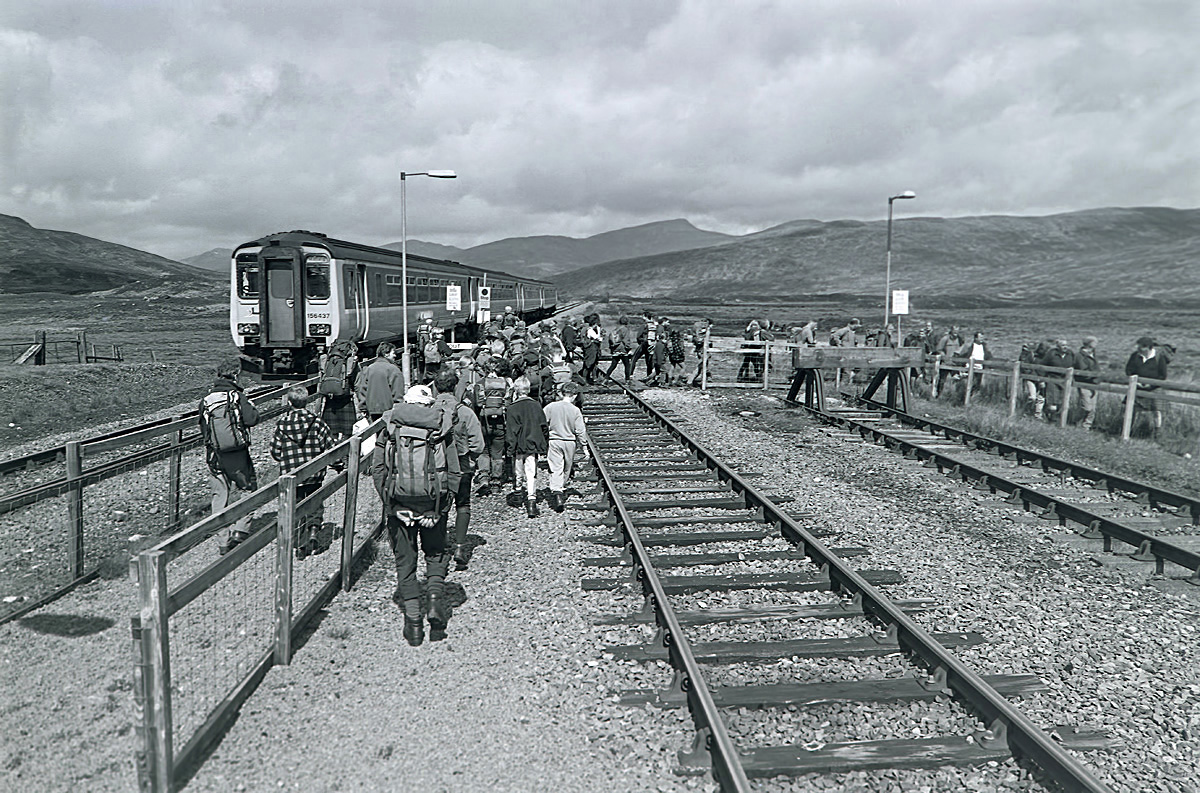
Wandelaars bij vertrek
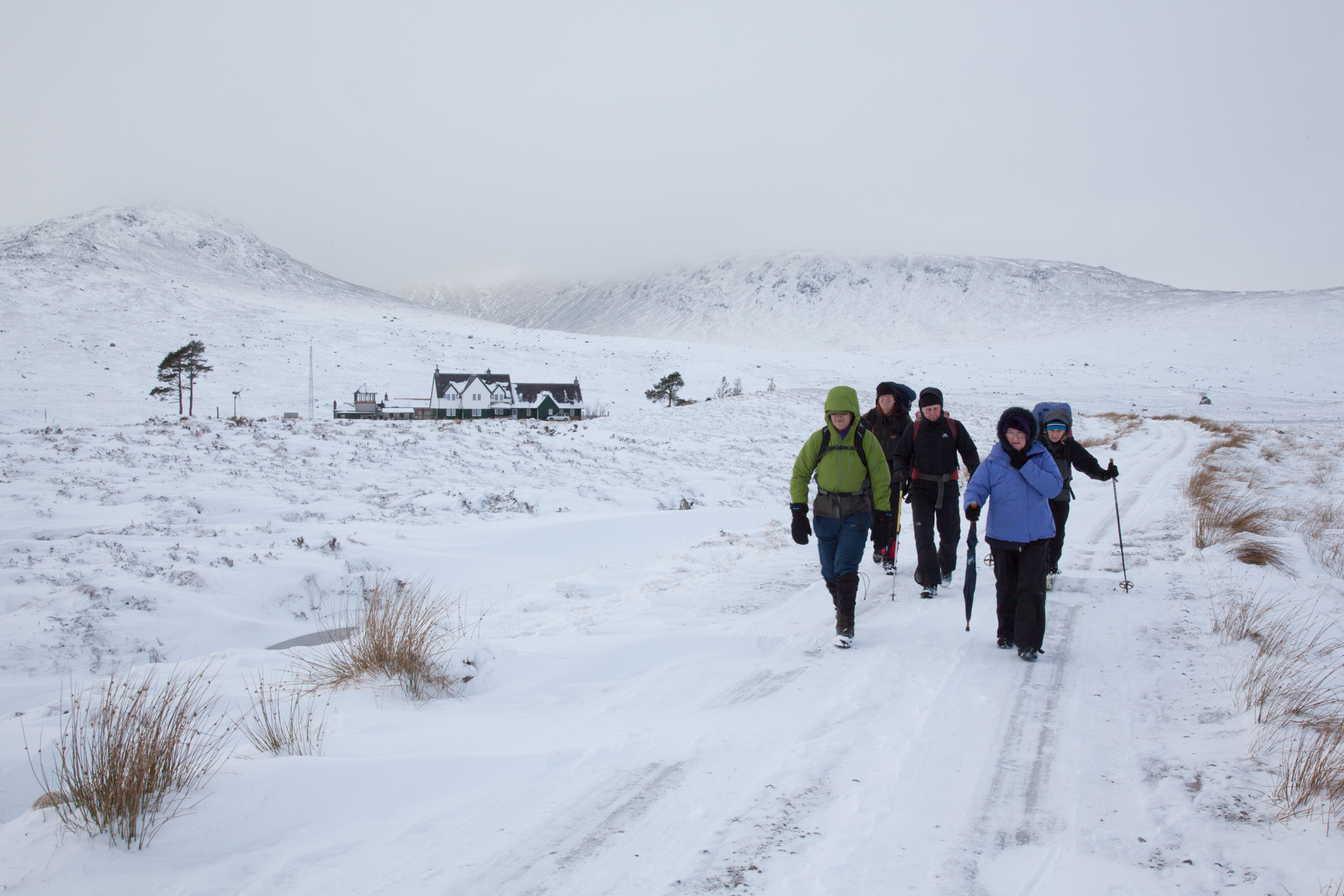
Wandelaars bij station Corrour
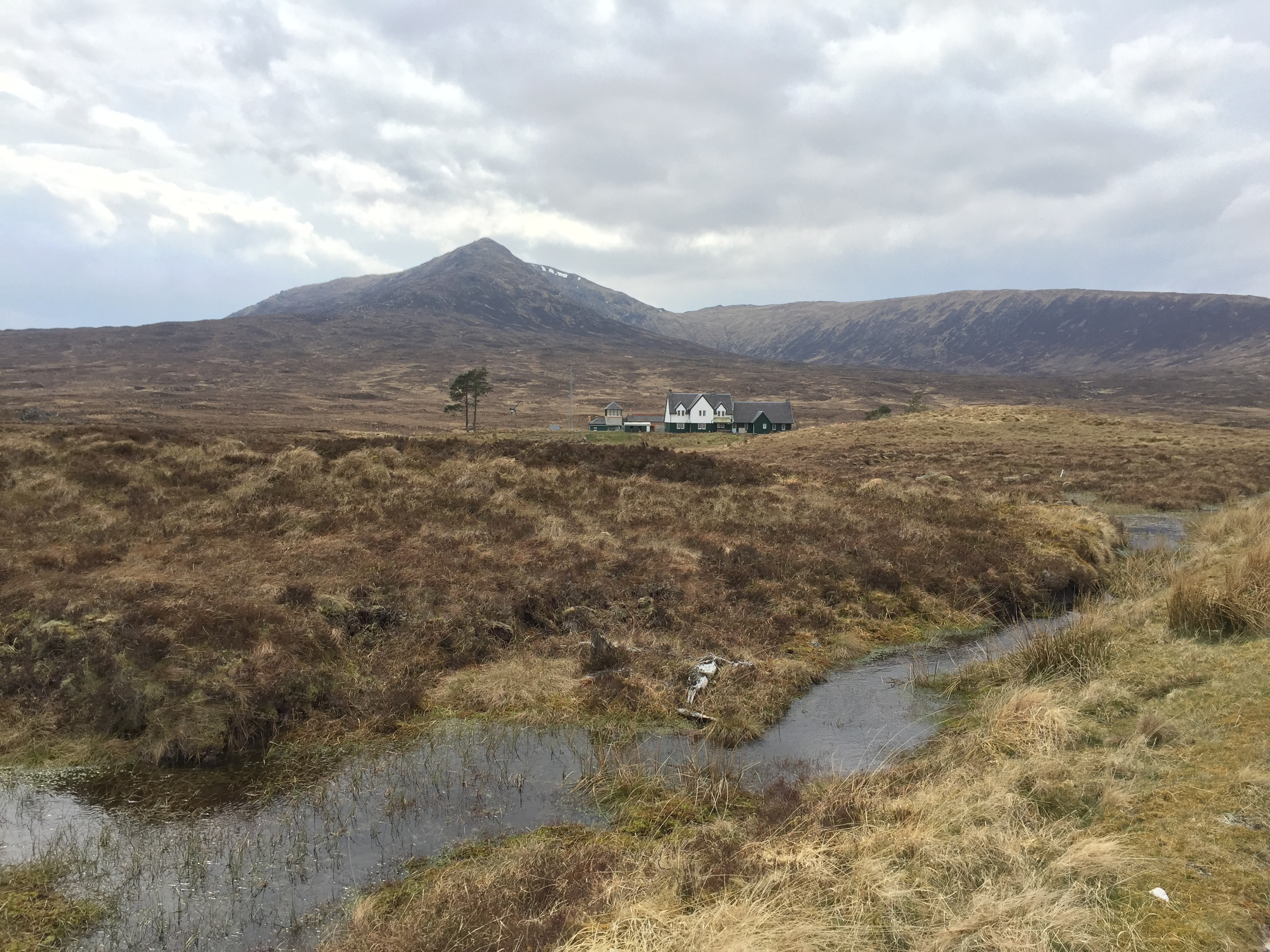
Moeras